# Любизар
«Любизар» (башк. Любизар) — історична башкирська народна пісня про Вітчизняну війну 1812 року.

## Історія
Переказ оповідає, що після Бородінської битви генерал-фельдмаршал М.І. Кутузов викликав до себе командира башкирського полку Кахим-туре (башк. Ҡаһым түрәне; 1778-1813), похвалив його за хоробрість у бою і сказав: «Люб'язні ви мої башкирці, молодці!». Кахим-туре розповів про це своїм кіннотникам, і вони, натхненні похвалою, склали пісню, приспівом якої стали слова: «Любезники, любизар, молодець, молодець».
У пісні оспівуються подвиги російських і башкирських воїнів, що вигнали Наполеона із Росії і вступили до Парижу.
Пісня «Любизар» записана в 19 столітті. Включена в пісенний збірник «Пісні різних народів», складений Н. Бергом (М., 1854).
Один із варіантів тексту пісні записаний Ф. Туйкіним і опублікований в його книзі «Герої Вітчизни»

## Використання мелодії
Пісня «Любизар» входить до репертуару багатьох башкирських співаків.

## Відео
- Відео на YouTubeГруппа Аргымак - Любезники любизар HD
- Відео на YouTubeЛюбизники любизар